# Arari
Arari é um município brasileiro do estado do Maranhão. Sua população segundo o censo 2022 do IBGE é de 29.932 habitantes.

## História
Os registros mais antigos sobre o atual território do município de Arari data de 1723, quando o padre José da Cunha d’Eça, fidalgo da casa real portuguesa e capitão-mor da capitania do Maranhão, cedeu terras para a criação de um curato às margens do Mearim, no lugar designado Curral da Igreja.
Decorrente da inconveniência do local, a povoação foi transferida, em 1728, para um terreno hoje conhecido por Sítio. Posteriormente, a maioria abandonou a localidade e se fixou em outra, permanecendo, contudo, alguns remanescentes, que originaram o povoamento.
De acordo com a tradição, sabe-se que, em 1685, devido à Revolta de Beckman, o mesmo foi preso em sua propriedade, onde hoje se situa o município de Arari. Em 1806, Lourenço da Cruz Bogea requereu licença ao bispo D. Luís de Brito Homem para construir um templo. Dois anos mais tarde, concluída a igreja, fomentou uma irmandade para ir à vila da Vitória buscar, em solene procissão, a imagem de Nossa Senhora das Graças.
Para além, o distrito de Arari foi criado pela lei provincial n° 465, de 24 de maio de 1858, subordinado ao município de Mearim. Posteriormente, foi elevado à categoria de município com a denominação de Arari, pela lei provincial n° 690, de 2706-1864, desmembrado de Vitória do Baixo Mearim, Sede na antiga vila de Arari.
Posteriormente, pela lei estadual n° 269, de 31 de dezembro de 1948, é criado o distrito de Bonfim do Arari e anexado ao município de Arari. O município é constituído de 2 distritos: Arari e Bonfim do Arari, permanecendo a divisão territorial datada de 2005.

## Geografia
Localiza-se a uma latitude 03º27'13" sul e a uma longitude 44º46'48" oeste, estando a uma altitude de 7 metros. Possui uma área de 1084,23 km².
Demografia
De acordo com o Censo Demográfico de 2022, a população do município de Arari era de 29.472 pessoas e a densidade demográfica era de 26,79 habitantes por quilômetro quadrado. Já a projeção de crescimento populacional para 2024 era de 30.521 pessoas.
Economia
Em 2021, o PIB per capita do município de Arari era de R$ 10.438,57. Comparando-se com outros municípios do Estado, ficava na posição 70 dentre as 217 cidades do Maranhão. Já o percentual de receitas externas em 2023 era de 91, 58%, o que o colocava na posição 142 de 217.
| Salário médio mensal dos trabalhadores formais [2022]                                             | 1,8 salários mínimos |
| Pessoal ocupado [2022]                                                                            | 2.361 pessoas        |
| População ocupada [2022]                                                                          | 8,01 %               |
| Percentual da população com rendimento nominal mensal per capita de até 1/2 salário mínimo [2010] | 52,5 %               |

Fonte: IBGE
Educação
Em 2010, a taxa de escolarização de 6 a 14 anos de idade do município de Arari era de 99%. Comparando-se com outros municípios do Estado, ficava na posição 5 de 217. Já o Índice de Desenvolvimento da Educação Básica (IDEB) para os anos iniciais do ensino fundamental na rede pública era 6 e para os anos finais, 5,4.
| Taxa de escolarização de 6 a 14 anos de idade [2010]             | 99 %             |
| IDEB – Anos iniciais do ensino fundamental (Rede pública) [2023] | 6,0              |
| IDEB – Anos finais do ensino fundamental (Rede pública) [2023]   | 5,4              |
| Matrículas no ensino fundamental [2023]                          | 4.162 matrículas |
| Matrículas no ensino médio [2023]                                | 1.314 matrículas |
| Docentes no ensino fundamental [2023]                            | 379 docentes     |
| Docentes no ensino médio [2023]                                  | 81 docentes      |
| Número de estabelecimentos de ensino fundamental [2023]          | 43 escolas       |
| Número de estabelecimentos de ensino médio [2023]                | 4 escolas        |

Fonte: IBGE

### Distâncias
Para chegar a Arari, partindo de São Luís, o visitante não encontrará muitos problemas. 
Pela Estrada de Ferro Carajás (EFC), operada pela Companhia Vale do Rio Doce (CVRD), o visitante poderá seguir até a cidade por meio de confortáveis trens de passageiros de longa distância vindos da capital, que contam com um grande serviço de bordo e com total segurança em suas viagens, além de serem mais baratos que a opção rodoviária.

## Turismo
Arari é uma cidade que seduz os visitantes com sua rica cultura, paisagens naturais e patrimônio histórico. Famosa por suas festas religiosas, como o Festejo de São Benedito, a cidade oferece uma imersão na autenticidade da cultura maranhense. Além disso, seus rios e manguezais proporcionam cenários deslumbrantes para passeios de barco, revelando uma diversidade de fauna e flora. Arari também encanta com sua arquitetura colonial, com igrejas e casarões que contam histórias fascinantes do passado da região. Em suma, Arari é um destino turístico que promete uma experiência memorável, reunindo cultura, natureza e história em um só lugar.

## Administradores
- Zeca Baleiro

- Rita de Cássia Pereira e Silva